# Clark Gregg
Robert Clark Gregg (* 2. dubna 1962, Boston, Massachusetts) je americký herec, scenárista a režisér.

## Život
Robert Clark Gregg se narodil 2. dubna 1962 v Bostonu. Herecký debut zažil v roce 1988, kdy si zahrál ve snímku S mafií v patách. V následujícím desetiletí se představil ve filmech jako Jasné nebezpečí, Mimo podezření, Obvyklí podezřelí nebo Magnolia. Během první dekády 21. století hrál například ve snímcích A.I. Umělá inteligence, Expres foto, Údolí stínů, Zkurvená noc, V dobré společnosti, Na lince je vrah a Na území žen. V letech 2006–2010 působil v televizním sitcomu Nové trable staré Christine. Dále se představil například ve filmech Mnoho povyku pro nic či Prodloužený víkend.
Zlom v jeho kariéře nastal roku 2008, kdy se poprvé objevil v roli agenta Phila Coulsona ve filmu Iron Man. V této roli se následně objevil ve filmech Iron Man 2 (2010), Thor (2011), Avengers (2012), Captain Marvel (2019), televizním seriálu Agenti S.H.I.E.L.D. (2013–2020) a webovém seriálu Agents of S.H.I.E.L.D.: Slingshot (2016). Jako agent Coulson se poté vrátil i v animovaném seriálu Co kdyby…? (2021).
Napsal a režíroval filmy Zalknutí (2008) a Věř mi (2013).
Od roku 2001 byl ženatý s herečkou Jennifer Grey, se kterou má dceru Stellu (* 2001). V červenci 2020 oznámili rozpad manželství, jejich rozvod byl dokončen v únoru 2021.

## Filmografie

### Film
| Rok  | Název                                           | Role                       | Poznámky                                          |
| ---- | ----------------------------------------------- | -------------------------- | ------------------------------------------------- |
| 1988 | S mafií v patách                                | Stage Manager              |                                                   |
| 1989 | Tlusťoch a chlapeček                            | Douglas Panton             |                                                   |
| 1992 | Lana je zamilovaná                              | Marty                      |                                                   |
| 1994 | Ride Me                                         | Jake Shank                 |                                                   |
| 1994 | Zbožňuju trable                                 | Darryl Beekman, Jr.        |                                                   |
| 1994 | Jasné nebezpečí                                 | Staff Sergeant             |                                                   |
| 1995 | Obvyklí podezřelí                               | doktor Walters             |                                                   |
| 1995 | Mimo podezření                                  | Randy                      |                                                   |
| 1995 | Šampion Mike Tyson                              | Kevin                      |                                                   |
| 1997 | Labyrint lží                                    | sniper FBI                 |                                                   |
| 1997 | The Last Time I Committed Suicide               | policista                  |                                                   |
| 1997 | Six Ways to Sunday                              | Benjamin Taft              |                                                   |
| 1998 | The Adventures of Sebastian Cole                | Hank/Henrietta Rossi       |                                                   |
| 1999 | Magnolia                                        | WDKK Floor Director        |                                                   |
| 2000 | Velké trable malého města                       | Doug Mackenzie             |                                                   |
| 2000 | Pod povrchem                                    | —                          | scenárista                                        |
| 2001 | A.I. Umělá inteligence                          | Supernerd                  |                                                   |
| 2001 | Krásní & úžasní                                 | Bill                       |                                                   |
| 2002 | Expres foto                                     | detektiv Paul Outerbridge  |                                                   |
| 2002 | Údolí stínů                                     | kapitán Tom Metsker        |                                                   |
| 2003 | Northfork                                       | pan Hadfield               | neuveden v titulcích                              |
| 2003 | Zkurvená noc                                    | důstojník Hanna            |                                                   |
| 2003 | Lidská skvrna                                   | Nelson Primus              |                                                   |
| 2004 | Pravidla boje                                   | Miller                     |                                                   |
| 2004 | V rukách nepřítele                              | Teddy Goodman              |                                                   |
| 2004 | V dobré společnosti                             | Mark Steckle               |                                                   |
| 2006 | Na lince je vrah                                | Ben Johnson                |                                                   |
| 2006 | Bickford Shmeckler's Cool Ideas                 | vydavatel                  |                                                   |
| 2006 | Soví houkání                                    | Chuck Muckle               |                                                   |
| 2007 | Na území žen                                    | Nelson Hardwicke           |                                                   |
| 2007 | To, co dýchám                                   | Henry                      |                                                   |
| 2008 | Zalknutí                                        | lord High Charlie          | také scenárista a režisér                         |
| 2008 | Iron Man                                        | agent Phil Coulson         |                                                   |
| 2009 | 500 dní se Summer                               | Vance                      |                                                   |
| 2010 | Iron Man 2                                      | agent Phil Coulson         |                                                   |
| 2011 | Thor                                            | agent Phil Coulson         |                                                   |
| 2011 | Pan Popper a jeho tučňáci                       | Nat Jones                  |                                                   |
| 2011 | Konzultant                                      | agent Phil Coulson         | krátký film                                       |
| 2011 | Cesta k Thorovu kladivu a co se na ní přihodilo | agent Phil Coulson         | krátký film                                       |
| 2012 | Avengers                                        | agent Phil Coulson         | Cena Saturn pro nejlepšího herce ve vedlejší roli |
| 2012 | Mnoho povyku pro nic                            | Leonato                    |                                                   |
| 2012 | Světelný rok                                    | pan Markovic               |                                                   |
| 2013 | The To Do List                                  | soudce George Klark        |                                                   |
| 2013 | Prodloužený víkend                              | Gerald                     |                                                   |
| 2013 | Věř mi                                          | Howard Holloway            | také scenárista a režisér                         |
| 2014 | Very Good Girls                                 | Edward Berger              |                                                   |
| 2015 | Thrilling Adventure Hour Live                   | Mason Grantz               |                                                   |
| 2016 | Pod rouškou noci                                | inspektor Calvin Bordurant |                                                   |
| 2018 | Podezřelý                                       | Paul                       |                                                   |
| 2019 | Captain Marvel                                  | agent Phil Coulson         |                                                   |
| 2020 | Run Sweetheart Run                              | James R. Fuller            |                                                   |
| 2021 | Ranařky                                         | John                       |                                                   |
| 2021 | Ricardovi                                       | Howard Wenke               |                                                   |